# منطقة تالينج تشان
منطقة تالينج تشان (بالإنجليزية: Taling Chan District)‏ هي منطقة من مناطق بانكوك. يبلغ عدد سكانها 105.202 نسمة وذلك حسب إحصائيات سنة 2005. تبلغ مساحتها 29.479 كم².

الموقع في بانكوك